# China Construction Bank
China Construction Bank (кит. трад. 中國建設銀行, упр. 中国建设银行, пиньинь Zhōngguó Jiànshè Yínháng, палл. Чжунго Цзяньшэ Иньхан, дословно «Кита́йский строи́тельный банк»; сокращённо  建行 или CCB) — один из крупнейших банков Китая и мира. Входит в «Большую четвёрку» крупнейших государственных банков Китая (наряду с Industrial and Commercial Bank of China, Agricultural Bank of China и Bank of China). В рейтинге Forbes Global 2000 за 2023 год занял 4-е место среди двух тысяч крупнейших публичных компаний мира. С 2015 года входит в число глобально системно значимых банков.

## История
Банк был основан 1 октября 1954 года под названием People’s Construction Bank of China («Народный строительный банк Китая»). Он находился в подчинении Министерства финансов КНР и служил для распределения фондов, предназначенных для строительства и развития инфраструктуры. В 1979 году банк перешёл в подчинение Государственного совета и постепенно начал приобретать функции коммерческого банка. 26 марта 1996 года название было изменено на China Construction Bank («Китайский строительный банк»).
В сентябре 2004 года с одобрения Комитета по надзору за банковской деятельностью КНР банк стал акционерным коммерческим банком China Construction Bank Corporation. 27 октября 2005 года было проведено первичное размещение акций класса H на Гонконгской фондовой бирже, было выпущено 30,459 млрд акций, их размещение принесло HK$71,578 млрд ($9,24 млрд). 25 сентября 2007 года акции класса A были размещены на Шанхайской фондовой бирже.

## Собственники и руководство
Крупнейшим акционером является государственный инвестиционный фонд Китая Central Huijin Investment (57,03 % акций). Номинальному акционеру HKSCC Nominees Limited принадлежит 37,53 % акций, этот пакет включает доли Temasek Holdings, State Grid, China Yangtze Power и China Baowu Steel Group.
- Чжан Цзиньлян (Zhang Jinliang) — председатель совета директоров с марта 2024 года, исполнительный директор с июня 2022 года; с 2018 по 2022 год был президентом China Post Group, с 2016 по 2018 год возглавлял Postal Savings Bank of China, с 2003 по 2016 год был президентом China Everbright Bank. Доктор экономических наук Сямэньского университета (1997 год)[2].

## Деятельность
Сеть China Construction Bank насчитывает 15 тысяч отделений на территории материкового Китая, также 10 отделений за её пределами: в Гонконге, Сингапуре, Франкфурте, Йоханнесбурге, Токио, Сеуле, Сиднее, Тайбэе, Нью-Йорке и Хошимине и ряд дочерних банков, таких как CCB Principal Asset Management (услуги управления активами), CCB Financial Leasing (кредитование), CCB Trust (трастовый фонд), CCB Life (страхование), Sino-German Bausparkasse (китайско-немецкий строительный кооператив), CCB Asia (Азия), CCB London (филиал в Великобритании), CCB Russia (филиал в России), CCB Dubai (филиал в Дубае) и CCB International. У банка более 92 тысяч банкоматов.
В структуре активов основную часть занимают выданные кредиты, в 2023 году — 23,1 трлн юаней из 38,3 трлн (из них 13,2 трлн — корпоративные кредиты, 6,4 трлн — ипотечные кредиты); на финансовые инвестиции приходится 9,6 трлн (из них 7,4 трлн — гособлигации), на депозиты в центральных банках — 3,1 трлн. Объём принятых депозитов в 2023 году составлял 27,7 трлн юаней (из них 11,9 трлн — вклады корпораций, 14,9 трлн — вклады частных лиц).
Процентный доход в 2023 год составил 1,247 трлн юаней, расход — 630 млрд юаней, чистый процентный доход составил 617 млрд юаней из 746 млрд юаней выручки банка. Также банк занимается управлением частными капиталами, на 2020 год активы под управлением составляли 1,78 трлн юаней, число клиентов частного банкинга превысило 160 тысяч.
Банк выпускает собственные платёжные карты, на 2018 год было более миллиарда дебетовых карт и 144 млн кредитных карт, объёмы транзакций по ним составляли 21 трлн и 3 трлн юаней соответственно.
|                     | 2002…   | 2007…  | 2012  | 2013  | 2014  | 2015  | 2016  | 2017  | 2018  | 2019  | 2020  | 2021  | 2022  | 2023  |
| ------------------- | ------- | ------ | ----- | ----- | ----- | ----- | ----- | ----- | ----- | ----- | ----- | ----- | ----- | ----- |
| Выручка             | 0,085…  | 0,221. | 0,463 | 0,511 | 0,557 | 0,587 | 0,560 | 0,594 | 0,634 | 0,678 | 0,714 | 0,765 | 0,758 | 0,746 |
| Чистая прибыль      | 0,011…  | 0,069… | 0,194 | 0,215 | 0,228 | 0,229 | 0,232 | 0,244 | 0,256 | 0,269 | 0,274 | 0,303 | 0,323 | 0,332 |
| Активы              | 2,858…  | 6,598. | 13,97 | 15,36 | 16,74 | 18,35 | 20,96 | 22,12 | 23,22 | 25,44 | 28,13 | 30,25 | 34,60 | 38,32 |
| Собственный капитал | -0,133… | 0,421… | 0,942 | 1,066 | 1,252 | 1,445 | 1,590 | 1,796 | 1,992 | 2,235 | 2,389 | 2,588 | 2,857 | 3,150 |

## Дочерние компании
- China Construction Bank (Asia) Corporation Limited — гонконгская дочерняя компания с 47 отделениями, в основном обслуживает китайские и транснациональные корпорации, хотя есть и розничный бизнес; на конец 2018 года активы составляли 395 млрд юаней, чистая прибыль за год составила 3 млрд юаней.
- China Construction Bank (London) Limited — филиал в Великобритании, основанный в 2009 году; обслуживает торговые операции между КНР и Великобританией; активы — 4,8 млрд юаней.
- ООО «Чайна Констракшн Банк» / China Construction Bank (Russia) Limited — в 2013 году China Construction Bank стал третьим китайским банком, открывшим филиал в России (после Bank of China и Industrial and Commercial Bank of China)[12]. Уставной фонд «Чайна Констракшн Банк» составил 4,2 млрд рублей[13]. Имеет лицензии на банковскую деятельность, операции с драгметаллами и операции на фондовых рынках; активы — 2,5 млрд юаней. Рейтинговое агентство АКРА в 2019 году присвоило банку рейтинговую оценку АAA(RU) со стабильным прогнозом и ежегодно её подтверждает (2020-2024). В декабре 2024 года рейтинг был отозван[14].
- China Construction Bank (Europe) S.A. — европейская дочерняя компания была создана в 2013 году в Люксембурге, имеет отделения в Париже, Амстердаме, Барселоне, Милане и Варшаве. Обслуживает крупные компании, работающие на китайском рынке; активы — 9,8 млрд юаней.
- China Construction Bank (New Zealand) Limited был основан в Новой Зеландии в 2014 году, имеет лицензии на оптовые розничные банковские услуги; активы — 5,25 млрд юаней.
- China Construction Bank (Brasil) Banco Múltiplo S/A создан на основе купленного в 2014 году бразильского Banco Industrial e Comercial S.A.; предоставляет оптовые и розничные банковские услуги; активы — 33,2 млрд юаней.
- China Construction Bank (Malaysia) Berhad — малайзийская дочерняя компания была основана в 2016 году, ориентирована на китайско-малайзийскую торговлю и финансирование инфраструктурных проектов в Малайзии; активы — 7,3 млрд юаней.
- PT Bank China Construction Bank Indonesia Tbk создан на основе купленной в 2016 году 60-процентной доли в индонезийском банке PT Bank Windu Kentjana International Tbk (остальные 40 % акций обращаются на местной бирже); имеет полную банковскую лицензию, 94 отделения на большинстве крупных островов; активы — 7,7 млрд юаней.

- CCB Principal Asset Management Co., Ltd. — дочерняя компания по управлению активами, созданная в 2005 году совместно с Principal Financial Services, Inc. (25 %) и China Huadian Capital Holdings Company (10 %); на конец 2018 года активы под управлением составляли 1,62 трлн юаней, собственные активы — 6 млрд юаней.
- CCB Financial Leasing Co., Ltd. — дочерняя компания, занимающаяся лизингом (самолётов, промышленного оборудования); основана в 2007 году; активы — 147,4 млрд юаней.
- CCB Trust Co., Limited — дочерняя компания, через которую предоставляются трастовые услуги; основана в 2009 году, треть акций принадлежит Hefei Xingtai Financial Holding (Group) Co., Ltd.; активы — 22,3 млрд юаней.
- CCB Life Insurance Company Limited — страховая компания, основанная в 1998 году China Construction Bank (51 %), China Life Insurance Co., Ltd. (Taiwan) (19,9 %), the National Council for Social Security Fund (14,27 %), China Jianyin Investment Limited (5,08 %), Shanghai Jin Jiang International Investment and Management Company Limited (4,9 %) и Shanghai China-Sunlight Investment Co., Ltd. (4,85 %); активы — 132,4 млрд юаней.
- Sino-German Bausparkasse Co., Ltd. — совместное предприятие с германским банком Bausparkasse Schwaebisch Hall AG (ем принадлежит 24,9 % акций); принимает сберегательные вклады для накопления с целью покупки недвижимости и выдаёт ипотечные кредиты; активы — 25,8 млрд юаней.
- CCB Futures Co., Ltd. — дочерняя компания для брокерских операций с фьючерсами; 20 % акций принадлежит Shanghai Liangyou (Group) Co., Ltd.; активы — 7 млрд юаней.
- CCB Pension Management Co., Ltd. — созданная в 2015 году дочерняя компания по управлению пенсионными фондами, 15 % в ней принадлежит Фонду национального совета по соцобеспечению; на конец 2018 года активы под управлением составляли 442 млрд юаней, собственные активы — 2,76 млрд юаней.
- CCB Financial Asset Investment Co., Ltd. — инвестиционная компания, созданная в 2017 году; активы — 32,76 млрд юаней.
- CCB International (Holdings) Limited — инвестиционная компания, основанная в 2004 году в Гонконге; активы — 84,1 млрд юаней.